# هوراسيو كورديرو
هوراسيو كورديرو (بالإسبانية: Horacio Cordero)‏ هو كاتب ورسام أرجنتيني، ولد في 29 يونيو 1945 في بوينس آيرس في الأرجنتين، وتوفي في 12 يونيو 2014 في موناكو.

## وصلات خارجية
- الموقع الرسمي